# Bayot
El bayot (bayotte, baiote, baiot) és una llengua bak parlada a 29 viles d'Àfrica Occidental, principalment a Casamance (Senegal), però també al nord-oest de Guinea Bissau.

## Àrea lingüística
Al Senegal és parlada a 23 viles : Ahieġã (Ahiégan), Báxonu (Bacounoum), Bahiaan (Bafican), Bazeere (Basséré), Baddem (Badème), Baġaam (Bagame), Buhuyu (Bouhouyou), Bofa Bayot (Baffa Bayotte), Dasilaame (Darsalame), Ehiŋ Búree (Etafoune), Ejuma (Ediouma), Etome (Étomé), Gúndume (Goundoumé), Káhilu (Kaïlou), Káziene (Kadiéné), Kázulu (Kassoulou), Káture (Katouré), Kadien (Kaléane), Kuleŋ (Kouring), Ñaţiã (Nyassia), Tuḃakuta (Toubacouta), Źalã (Dilang) i Źohe (Dioher).
A Guinea Bissau el bayot és parlat a la zona de São Domingos, a les viles Edame (Érame), Élia (Elia), Kásu (Kassou), Kuţaaze (Kouchahé), Ñaḃan (Niabane), Ñambalã Muxumo (Niambalang Moukhoumo).

## Variants dialectals
L'estudi de la carografia d'aquest poble en fa aparèixer tres subgrups: Ehiŋ (Ehing), Kagere (Kaguéré) i Kásikinay Bayot (Kassikinaye Bayote). Els tres subgrups anteriors corresponen a les variants dialectals següent: els Ehiŋ parlen kuhiŋe, els Kagere kugere i els Kásikinay Bayot el kúsikinay.
Per federar lingüísticament i culturalment aquests subgrups, fou elegit per a la comunitat el terme "bayot" durant la codificació de la llengua. Això ha permès a la comunitat unir-se en una associació anomenada UFBE (aquesta designació és provisional. Aplega els bayot de Senegal. Hi ha en curs un projecte d'actualització de l'associació per integrar el poble de Guinea Bissau) per promoure la cultura i el desenvolupament de la llengua.

## Població
El nombre total de parlants s'estima en 18.790Al Senegal, hi havia 16.100 en 2006, a algunes viles al sud-oest de Ziguinchor, principalment al voltant de Nyassia, notablement Baffa Bayotte.